# リヨンの写真会議への到着
『リヨンの写真会議への到着』（リヨンのしゃしんかいぎへのとうちゃく、フランス語: Neuville-sur-Saône: Débarquement du congrès des photographie à Lyon）は、1895年に制作されたフランスの短編白黒サイレント・ドキュメンタリー映画で、ルイ・リュミエールが監督、プロデュースし、P・J・C・ジャンサン本人が出演している。本作は、1895年6月12日に初上映された。
日本語では、『リヨンの写真会議に参加』、『写真会議委員の上陸』、などとも呼ばれる。

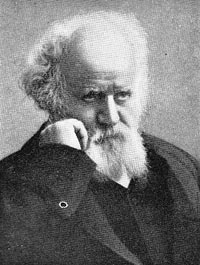
P・J・C・ジャンサン

## あらすじ
多数の写真家たちが、川船のデッキから下船してくる。背景には、川に架かる橋が写り込んでいる。映像は、写真協会の大会のためにヌーヴィルへ到着した一団を捉えたものである。この映画は午前中のうちに撮影され、午後には大会の会場で上映された。

## 制作
この短編ドキュメンタリーは、フランス、ローヌ県ヌーヴィル＝シュル＝ソーヌで撮影された。撮影に用いられたシネマトグラフは、カメラのみならず、映写機、現像機としても用いることができる多機能の機材であった。リュミエールの映画作品の例に漏れず、この作品も35ミリフィルムを用いており、アスペクト比は 1.33:1 である。

## キャスト
- P・J・C・ジャンサン - 本人

## 現状
本作は極めて古い作品であり、インターネットから自由にダウンロードできる。また、『Landmarks of Early Film volume 1』をはじめ、多数の映画作品集にも収録されている。